# Jassidophaga contracta
Jassidophaga contracta är en tvåvingeart som beskrevs av Yang och Xu 1998. Jassidophaga contracta ingår i släktet Jassidophaga och familjen ögonflugor. Inga underarter finns listade i Catalogue of Life.